# Valenciennes
Valenciennes (nizozemsko Valencijn) je mesto in občina v severni francoski regiji Nord-Pas-de-Calais, podprefektura departmaja Nord. Leta 1999 je mesto imelo 41.278 prebivalcev.

## Geografija
Kraj leži ob izlivu reke Rhônelle v Šeldo 50 km jugovzhodno od Lilla, v bližini meje z Belgijo.

## Administracija
Valenciennes je sedež treh kantonov:
- Kanton Valenciennes-Jug (del občine Valenciennes, občine Artres, Aulnoy-lez-Valenciennes, Famars, Haulchin, Hérin, La Sentinelle, Maing, Monchaux-sur-Écaillon, Oisy, Prouvy, Quérénaing, Rouvignies, Thiant, Trith-Saint-Léger, Verchain-Maugre: 48.245 prebivalcev),
- Kanton Valenciennes-Sever (del občine Valenciennes, občine Aubry-du-Hainaut, Bellaing, Petite-Forêt, Wallers: 35.761 prebivalcev),
- Kanton Valenciennes-Vzhod (del občine Valenciennes, občine Curgies, Estreux, Marly, Onnaing, Préseau, Quarouble, Quiévrechain, Rombies-et-Marchipont, Saultain, Sebourg: 48.834 prebivalcev).

Mesto je prav tako sedež okrožja, v katerega so poleg njegovih vključeni še kantoni Anzin, Bouchain, Condé-sur-l'Escaut, Denain in Saint-Amand-les-Eaux-levi breg/desni breg s 348.994 prebivalci.

## Zgodovina
Valenciennes se prvikrat omenja leta 693 v dokumentu Klodvika II. Z Verdunsko pogodbo leta 843 je Valenciennes ostal nevtralen, na meji med Avstrazijo in Nevstrijo. Leta 881 so širše ozemlje opustošili Normani. Od 923 je bil Valenciennes v sklopu Spodnje Lotaringije odvisen od Svetorimskega cesarstva. V obdobju saške dinastije Otonijcev je postal središče marke na meji cesarstva. Leta 1008 je lakota povzročila večjo epidemijo kuge.
V kraju so se zvrstili številni grofje, sprva kot Valenciennski mejni grofje, od leta 1070 kot hainautski grofje. V 15. stoletju je grofijo Hainault, v kateri se je tedaj nahajal Valenciennes, zamenjalo burgundsko vojvodstvo. Leta 1524 je vanj prispel cesar Karel V. Z razvojem tekstilne industrije se je kraj ekonomsko osamosvojil.
Okoli 1560 je postal zgodnje središče kalvinizma, dve leti kasneje so se pojavila prva dejanja upora proti verskim preganjanjem na Nizozemskem. Leta 1580 je kraj, tedaj že močno kalvinistično oporišče, osvojil guverner Španskih Nizozemsk Alessandro Farnese in izkoreninil protestantizem.
S sporazumom v Nijmegnu je leta 1678 nadzor nad krajem in južnim delom Hainaulta od Španije prevzela Francija.
V času Napoleonskih vojn je bil od julija 1793 do avgusta 1794 pod zasedbo angleško-avstrijske vojske.
Med drugo svetovno vojno je bil Valenciennes skoraj popolnoma razrušen. Po bombardiranju 10. maja je vanj 27. maja 1940 vkorakala nemška vojska. Osvobojen s strani anglo-ameriških enot je bil 2. septembra 1944.

## Znamenitosti
- bazilika Notre-Dame du Saint-Cordon, prizorišče vsakoletnega romanja v spomin na kugo iz leta 1008.
- stolp Dodenne, ostanek srednjeveških utrdb, ki ga je dal zgraditi v 14. stoletju grof Albert de Bavière,
- La Maison Espagnole, ostanek iz španskega obdobja.

## Pobratena mesta
- Agrigento (Sicilija,Italija),
- Brioude (Haute-Loire, Francija),
- Düren (Nemčija),
- Gliwice (Poljska),
- Medway (Anglija, Združeno kraljestvo),
- Moskva (Rusija),
- Nacka (Švedska),
- Obuda (Madžarska),
- Salgotarjan (Madžarska),
- Yichang (Ljudska republika Kitajska).